# Hamvas éger
A hamvas éger (Alnus incana) a nyírfafélék családjába, az éger (Alnus) nemzetség Alnus alnemzetségébe tartozó fafaj.

## Leírása
Cserje, vagy kisebb fa, magassága átlagosan 3-15 méter, csak néha magasabb, legfeljebb 20 méteresre nő meg. Koronája szélesen kúp alakú vagy oszlopos, de nem magasra ívelő, hanem kissé hegyes.
Ágai igen lazán helyezkednek el, kissé szabálytalanul. A kérge sima, sötétszürke-zöldes, felfelé kissé mindig világosabb, sok függőlegesen elhelyezkedő paraszemölccsel. A hajtások alsó oldalukon ezüstösen molyhosak (szőrösek), felül vörösesbarnák, később kopaszok és fényesek. A rügyek nyelesek, hegyesebbek, kissé félrehajlanak, bíborszínűek, nem ragadnak.
A levelek szórt állásúak, egymástól kissé távol ülnek, és nem fedik egymást, csúcsuk igen hegyes, ovális vagy kerek formájúak, kb. 7–10 cm hosszúak, erősen fogazottak.
A levéllemezen 7-12 pár levélér húzódik, vagy pontosan egymással szemben vagy kissé eltolódva. A levél felül halványzöld, fonákja szürkészöld, először mindenhol finom szőrzet borítja, később már csak a levél fonákján találjuk a szőrzetet a levélerek mentén. Késő ősszel a lomb nem színeződik el, hanem zölden hullik le.
Március-áprilisban virágzik. A porzós barkák 3-4-es csoportokban találhatók, virágzáskor 5–8 cm hosszúak. A termős barkák 2-8-as csoportokban helyezkednek el, és éréskor tobozszerűen elfásodnak, és kb. 1 cm hosszúak.
Termése kupaccsal körülvett makk. Rövid nyélen elhelyezkedő áltoboz, amely nagyon hasonlít a mézgás éger termésére. Magja viszont fordított tojásdad és nagyobb, mint a mézgás éger magja. A magot keskeny, bőrnemű szegély övezi.

## Élőhelye
A hamvas éger a kavicsos-homokos laza talajokat szereti, még a sziklatörmeléken is állományalkotó, ha időnként víz árasztja el hűvös, alhavasi termőhelyén.

## Elterjedése
Európa középső alpesi és északi részén igen elterjedt, gyakori a hegyvidéki árnyas ligeterdőkben, patakok vagy kis folyók mellett, de nedves, ingoványos területeken is. Hazánkban szórványosan, csak természetvédelmi területeken, lápokon vagy erdeifenyvesekben.

## Alfajok
- Alnus incana subsp. incana, Észak-Európa, Északkelet-Ázsia, Közép-Európa, Alpok, Kárpátok, Kaukázus.
- Alnus incana subsp. rugosa, Északkelet-, Észak-Amerika.
- Alnus incana subsp. hirsuta , Északkelet-Ázsia és Közép-Ázsia.
- Alnus incana subsp. kolaensis, Északkelet-Európa szubarktikus területei.
- Alnus incana subsp. oblongifolia, Észak-Amerika délnyugati része.
- Alnus incana subsp. tenuifolia, Észak-Amerika északnyugati része.

## Felhasználása
A hamvas égert gyakran telepítik talajmegkötésre hegyoldalakba vágott utak fölé, meddőhányókra, vagy más, frissen feltöltött területekre. Sarjaival gyorsan terjed. A hüvelyesekhez hasonlóan gyökérgumókat fejleszt, amelyeken fonalbaktériumok telepednek meg. Ezek meg tudják kötni a levegőből a molekuláris nitrogént és mint szerves nitrogénvegyületet adják át a fa gyökerének. Így az égererdőnek fontos talajjavító szerepe van, és nagyon értékes pionír növény.

## Képek

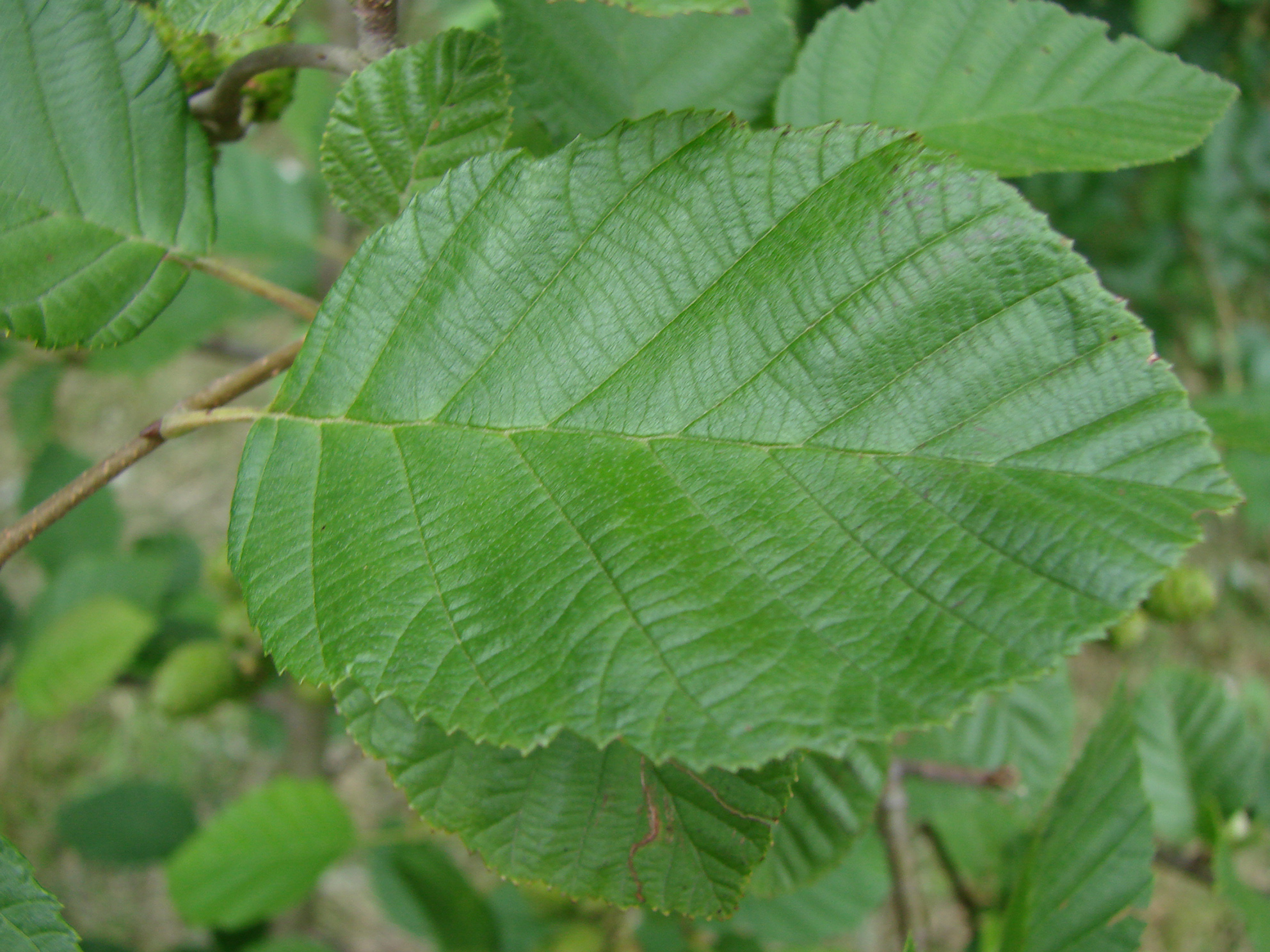
A fa levele
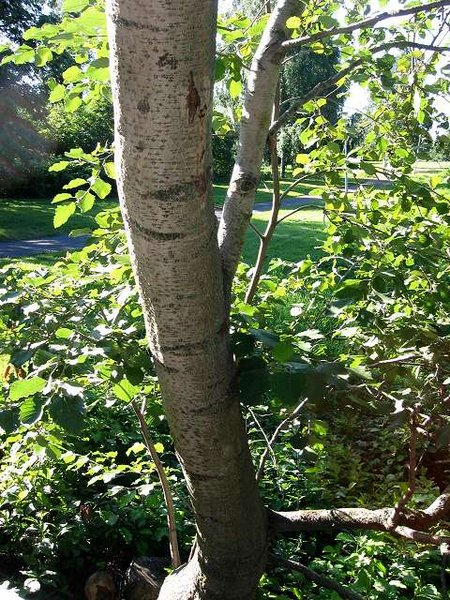
A fa törzse, kérge
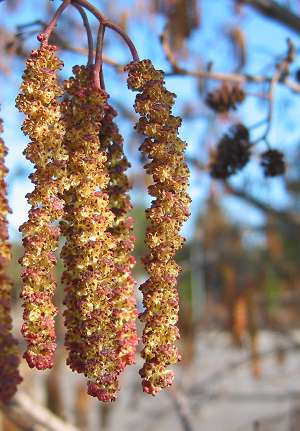
A porzós barkák
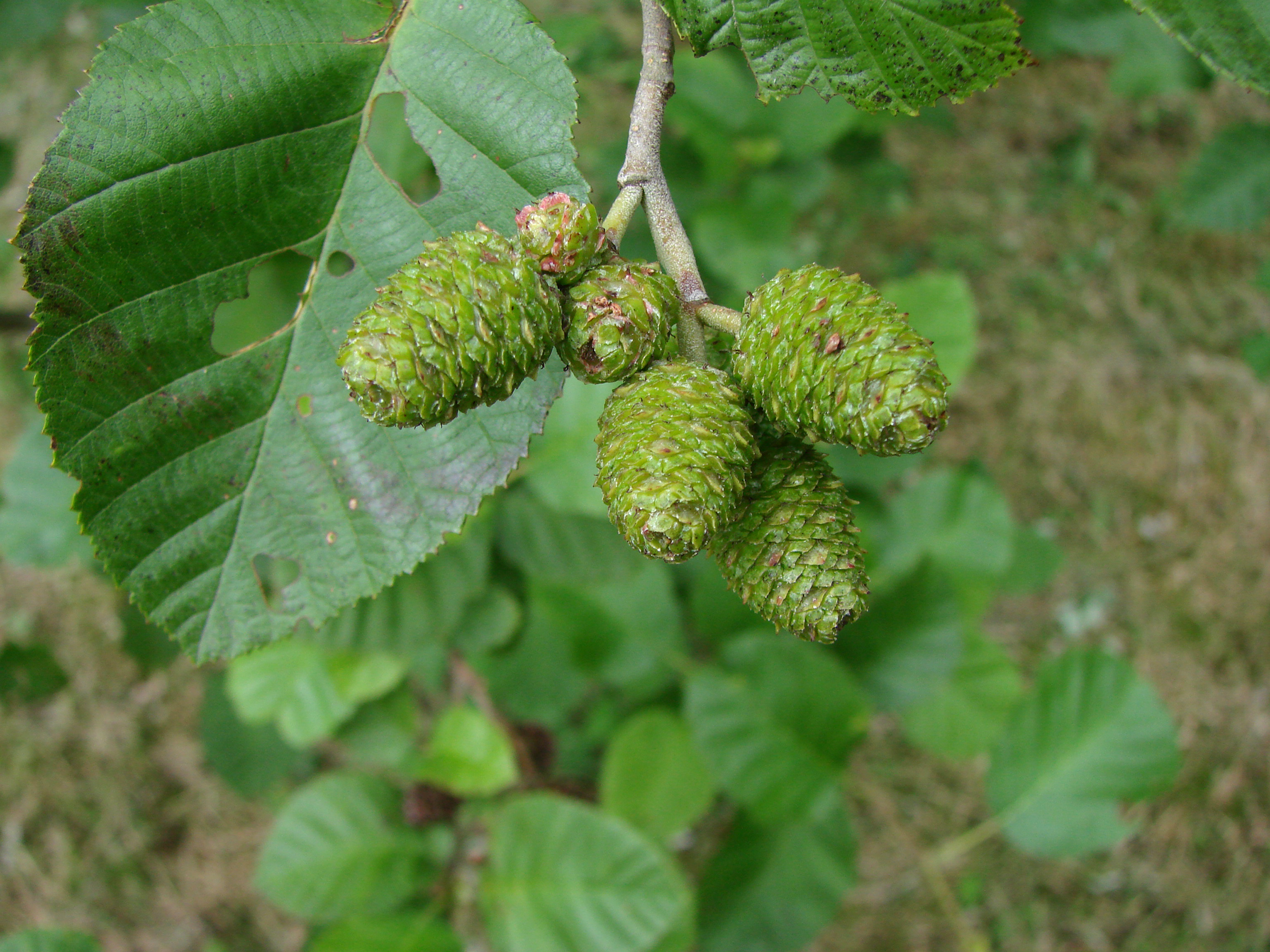
A termős barkák
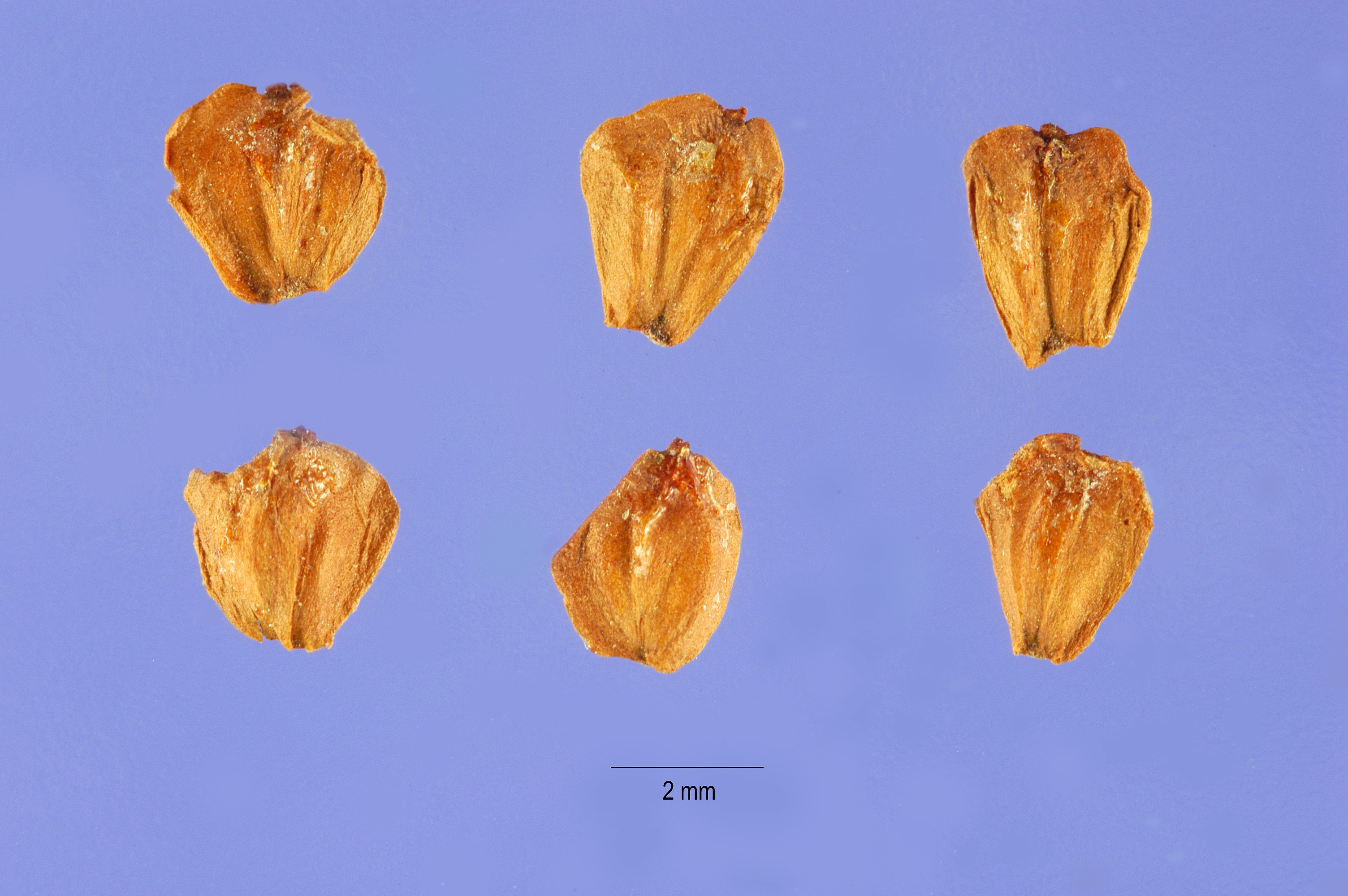
A növény magja
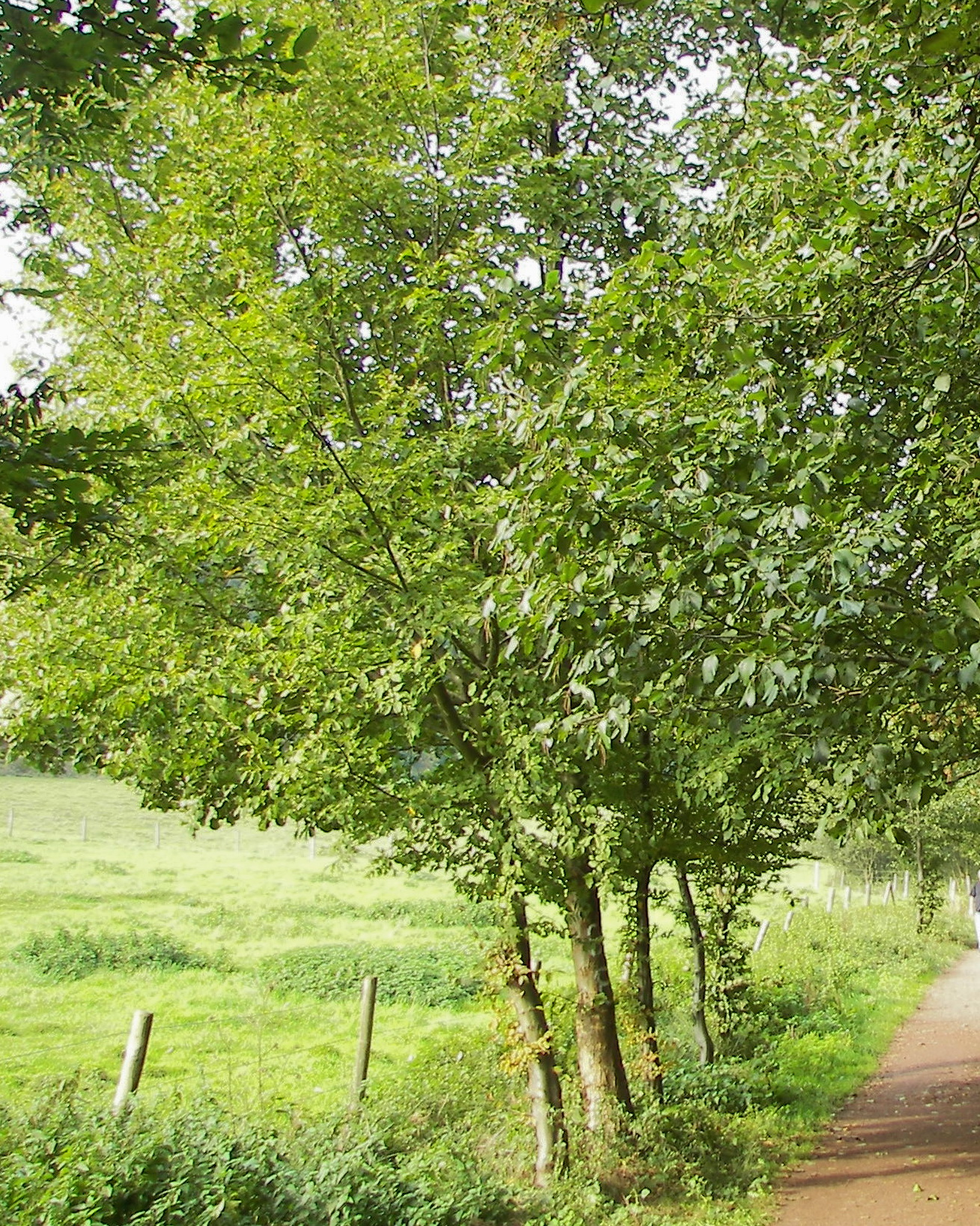
Égerfasor
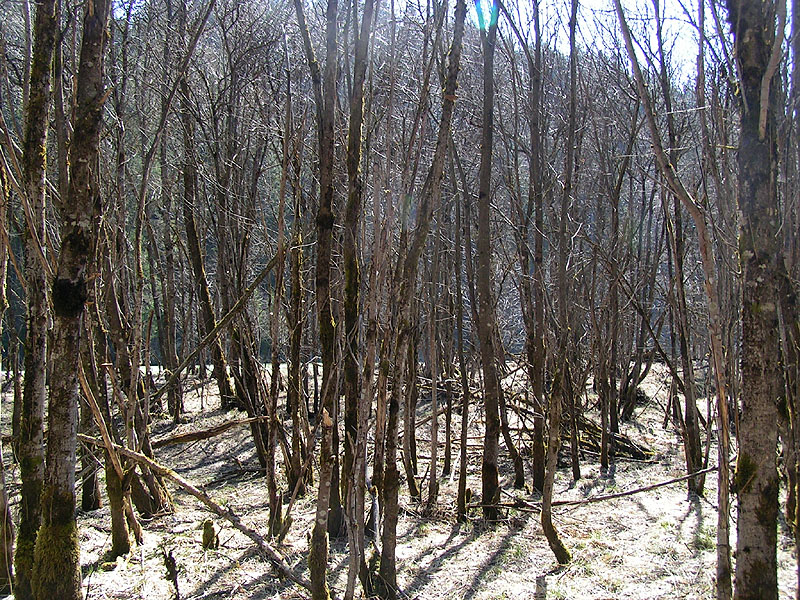
Égererdő télen